# Аджі-Ель
Аджі-Ель — рештки поселення Золотої Орди у Криму. Поселення існувало з XIV–XVIII століття.

## Історія
2020 року в окупованому Криму, під час будівництва водогону від Феодосії до Керчі археологи знайшли частину стародавнього поселення Аджі-Ель (XIV - XV ст.). Місце розкопок перебуває в районі села Новомиколаївка в Ленінському районі окупованого Криму. 
Поруч також виявлені некрополь й особливо цікавий для археологів курган, оскільки такий вид поховань характерний для поховання знатних людей того часу.
У процесі вивчення поселення Аджи-Ель було виявлено ще кілька поселень епохи бронзового століття (3000 - 1200 рр. до н.е.). Недалеко знайдений некрополь і курган. Курган являє для археологів особливу цінність, такий тип поховання характерний для видатних людей того часу.
«Це міг бути племінний вождь, військовий ватажок. А згодом в цю героїзувану могилу проводилися підпоховання. Це могли бути як сучасники цієї людини, так і його далекі нащадки, які знали, що це святе ритуальне місце», - зазначив доктор історичних наук, професор окупаційного Інституту археології Криму РАН Олександр Куликов.